# Gravina di Catania
Gravina di Catania is een gemeente in de Italiaanse provincie Catania (regio Sicilië) en telt 28.068 inwoners (31-12-2004). De oppervlakte bedraagt 5,0 km2, de bevolkingsdichtheid is 5614 inwoners per km2.

## Demografie
Gravina di Catania telt ongeveer 9875 huishoudens. Het aantal inwoners steeg in de periode 1991-2001 met 2,7% volgens cijfers uit de tienjaarlijkse volkstellingen van ISTAT.
| Jaar | Inwoneraantal |
| ---- | ------------- |
| 1991 | 26.627        |
| 2001 | 27.343        |

## Geografie
De gemeente ligt op ongeveer 355 m boven zeeniveau.
Gravina di Catania grenst aan de volgende gemeenten: Catania, Mascalucia, Sant'Agata li Battiati, Tremestieri Etneo.